# 20 segundos
20 segundos es una canción interpretada por la cantante mexicana de pop Gloria Trevi, lanzada por la discográfica Universal Music Latino el 7 de octubre de 2013 a plataformas digitales.Este sencillo se lanzó de manera independiente, es decir sin un álbum.

## Tracklist
- 20 segundos - 4:10[4][2]